# Phymatopteris stewartii
Phymatopteris stewartii là một loài thực vật có mạch trong họ Polypodiaceae. Loài này được (Bedd.) Pic. Serm. miêu tả khoa học đầu tiên năm 1973.